# حكومة إسرائيل السادسة والثلاثون
الحكومة السادسة والثلاثون في دولة إسرائيل ، أو كما تعرف حكومة بينيت لابيد، هي حكومة إسرائيل التي تشكلت في 13 يونيو 2021 بعد الانتخابات التشريعية الإسرائيلية عام 2021. بتاريخ 2 يونيو 2021، تم توقيع اتفاقية ائتلافية بين يش عتيد وأزرق وأبيض ويمينة وحزب العمل وإسرائيل بيتنا وتكفا حداشا وميرتس والقائمة العربية الموحدة .
يتوقع المراقبون أن يكون للحكومة رئيسان للوزراء خلال مدتها المفترضة لاربعة سنوات. وبالتحديد، بموجب اتفاقية التناوب، سيعمل نفتالي بينيت من يمينا كرئيس للوزراء حتى 27 أغسطس 2023،  عندما يتنازل عن المنصب ليئير لابيد من يش عتيد، الذي سيشغل منصبه حتى نوفمبر 2025. بالإضافة إلى ذلك، سيصبح يمينا ويش عتيد الحزبين الرابع والخامس، على التوالي، لقيادة حكومة إسرائيلية - بعد مباي / حزب العمل (1948-1977 ؛ 1984-1986 ؛ 1992-1996 ؛ 1999-2001)، الليكود (1977–1976). 1984 ؛ 1986-1992 ؛ 1996-1999 ؛ 2001-2005 ؛ 2009-2021) وكاديما (2005-2009). والحكومة الحالية هي الأولى التي ضمّت حزبًا عربيًا إسرائيليًا مستقلًا كعضو رسمي في الائتلاف الحاكم. علاوة على ذلك، فإن حكومة إسرائيل الثانية، بعد حكومة التناوب بين نتنياهو وغانتس، تعمل بموجب نظام تناوب تلقائي وملزم قانونًا في منصب رئيس الوزراء. تم إجراء التصويت على تنصيب الكنيست في 13 يونيو 2021. تم تأكيد حكومة بينيت لابيد بأغلبية 60 صوتًا مقابل 59، مع امتناع عضو كنيست واحد فقط من القائمة العربية الموحدة عن التصويت. وهكذا أدى بينيت اليمين الدستورية كرئيس وزراء إسرائيل الثالث عشر، وشغل لبيد منصب رئيس الوزراء المناوب.

## خلفية تاريخية
التقى الرئيس المنتهية ولايته رؤوفين ريفلين بجميع الأحزاب المنتخبة وتلقى توصياتهم لمنصب رئيس الوزراء في 5 أبريل 2021،  ومنح رئيس الوزراء بنيامين نتنياهو التفويض في 6 أبريل. كانت هذه هي المرة الأولى في تاريخ إسرائيل حيث كانت هناك توصيات لثلاثة مرشحين (نتنياهو، يئير لبيد، ونفتالي بينيت )، بدلاً من اثنين، بعد الانتخابات التشريعية. مُنح نتنياهو تفويضًا بتشكيل حكومة جديدة بحلول نهاية 4 مايو،  لكنه فشل في تشكيل حكومة بحلول الموعد النهائي.

### التوصيات في أبريل 2021
| الحزب | الحزب                   | رئيس الحزب       | مقاعد | موصى به | مصدر   |
| ----- | ----------------------- | ---------------- | ----- | ------- | ------ |
| 1     | الليكود                 | بنيامين نتنياهو  | 30    | نتنياهو | [ 15 ] |
| 2     | يش عتيد                 | يائير لابيد      | 17    | لابيد   | [ 16 ] |
| 3     | شاس                     | أرييه درعي       | 9     | نتنياهو | [ 17 ] |
| 4     | ازرق وابيض              | بيني جانتز       | 8     | لابيد   | [ 18 ] |
| 5     | يمينة                   | نفتالي بينيت     | 7     | بينيت   | [ 19 ] |
| 6     | طلق                     | ميراف ميخائيلي   | 7     | لابيد   | [ 20 ] |
| 7     | UTJ                     | موشيه جافني      | 7     | نتنياهو | [ 21 ] |
| 8     | يسرائيل بيتنا           | أفيغدور ليبرمان  | 7     | لابيد   | [ 22 ] |
| 9     | صهيوني ديني             | بتسلئيل سموتريتش | 6     | نتنياهو | [ 23 ] |
| 10    | القائمة المشتركة        | أيمن عودة        | 6     | لا احد  | [ 24 ] |
| 11    | أمل جديد                | جدعون ساعر       | 6     | لا احد  | [ 25 ] |
| 12    | ميرتس                   | نيتسان هورويتز   | 6     | لابيد   | [ 26 ] |
| 13    | القائمة العربية الموحدة | منصور عباس       | 4     | لا احد  | [ 27 ] |

### التوصيات في مايو
| حفل | حفل                     | حفل              | قائد الحفلة | مقاعد   | موصى به       | مصدر   |
| --- | ----------------------- | ---------------- | ----------- | ------- | ------------- | ------ |
|     | الليكود                 | بنيامين نتنياهو  | 30          | الكنيست | [ 28 ] [ 29 ] |        |
|     | يش عتيد                 | يائير لابيد      | 17          | لابيد   |               |        |
|     | شاس                     | أرييه درعي       | 9           | الكنيست |               |        |
|     | ازرق وابيض              | بيني جانتز       | 8           | لابيد   |               |        |
|     | يمينة                   | نفتالي بينيت     | 7           | بينيت   |               |        |
|     | طلق                     | ميراف ميخائيلي   | 7           | لابيد   |               |        |
|     | UTJ                     | موشيه جافني      | 7           | الكنيست |               |        |
|     | يسرائيل بيتنا           | أفيغدور ليبرمان  | 7           | لابيد   |               |        |
|     | صهيوني ديني             | بتسلئيل سموتريتش | 6           | الكنيست |               |        |
|     |                         | القائمة المشتركة | أيمن عودة   | 6       | منقسم         | [ 30 ] |
|     | حداش                    | أيمن عودة        | 3           | لابيد   |               | [ 30 ] |
|     | تعال                    | احمد الطيبي      | 2           | لابيد   |               | [ 30 ] |
|     | بلد                     | سامي أبو شحادة   | 1           | لا احد  |               | [ 30 ] |
|     | أمل جديد                | جدعون ساعر       | 6           | لابيد   |               |        |
|     | ميرتس                   | نيتسان هورويتز   | 6           | لابيد   |               |        |
|     | القائمة العربية الموحدة | منصور عباس       | 4           | لا احد  |               |        |

## تشكيل الحكومة
أنتجت انتخابات عام 2021 مرة أخرى كنيست معلقة، مع عدم وجود الكتلة اليمينية الموالية لنتنياهو ( الليكود، شاس، يهدوت هتوراة، والحزب الصهيوني الديني ؛ مع 52 مقعدًا) ولا معارضة نتنياهو المتنوعة إيديولوجيًا والمناهضة لنتنياهو ( يش عتيد، أزرق أبيض، حزب العمل، يسرائيل بيتنا، نيو هوب، وميرتس ؛ مع 51 مقعدًا) الفوز بعدد كافٍ من المقاعد لتشكيل حكومة جديدة مباشرة (61 مقعدًا مطلوبة للأغلبية المطلقة في الكنيست). ترك هذا حزب اليمينا المحافظ والفصائل السياسية العربية، القائمة المشتركة والقائمة العربية الموحدة، صانعي الملوك المحتملين لأغلبية الكنيست.
صرح زعيم حزب يمينا نفتالي بينيت أن تفضيله الأول كان تشكيل حكومة يمينية، في حين أن اختياره الثاني سيكون تشكيل «حكومة وحدة وطنية» أوسع، لتجنب إجراء انتخابات خامسة في غضون ما يزيد قليلاً عن عامين. ومع ذلك، حتى مع الإضافة المحتملة، فإن الكتلة الموالية لنتنياهو ستظل أقل من الأغلبية المطلقة بمقعدين. وبالتحديد، رفض جدعون ساعر من حزب الأمل الجديد اليميني الدخول في أي ائتلاف يبقى فيه نتنياهو رئيسًا للوزراء، مما أعاق تشكيل حكومة أغلبية يمينية خالصة. بالإضافة إلى ذلك، بينما كان نتنياهو منفتحًا على أشكال محدودة من التعاون مع القائمة العربية الموحدة لوضع حد للمأزق، استبعد الحزب الصهيوني الديني أن يكون جزءًا من أي أغلبية يمينية تعتمد على دعم خارجي من حزب عربي.

### تفويض نتنياهو (6 أبريل- 4 مايو 2021)
في 6 أبريل 2021، حصل بنيامين نتنياهو على التفويض الأول لتشكيل ائتلاف من قبل الرئيس رؤوفين ريفلين . خلال جهوده لتشكيل حكومة، قدّم لكل من حلفائه وخصومه عدة مقترحات لاتفاقيات التناوب، والتي ستشهد انتقال رئاسة الوزراء بين الأحزاب في منتصف المدة. وبالتحديد، في محاولة لاسترضاء بينيت وساعر - كان من المتوقع أن يشارك أي منهما في تناوب محتمل، عرض المنصب على زميله في الليكود ورئيس الكنيست ياريف ليفين . بعد ذلك، حاول نتنياهو أيضًا، دون جدوى، ضم آري درعي من شاس، ثم نائب رئيس الوزراء الحالي، بيني غانتس من حزب أزرق أبيض، إلى اتفاقيات مماثلة. انتهى تفويض نتنياهو لتشكيل الحكومة رسميًا في منتصف ليل 4 مايو 2021.
وبينما عقد بنيامين نتنياهو التفويض الرسمي لقيادة المحادثات بشأن تشكيل حكومة جديدة، كانت تجري مناقشات متزامنة بين أحزاب «كتلة التغيير». وبالتحديد، أعرب لبيد عن استعداده للدخول في حكومة تناوب مع نفتالي بينيت، بل وعرض عليه فرصة تولي منصب رئيس الوزراء للنصف الأول من ولاية الكنيست. ومع ذلك، فإن هذه الجهود لتشكيل حكومة واسعة مناهضة لنتنياهو، والتي من شأنها أن تشمل الطيف السياسي بأكمله، واجهت تحديات من قبل الأسئلة المتعلقة بتوزيع الحقائب الوزارية بين الكتل الرئيسية الثلاث (اليمين والوسط واليسار)، وكذلك إمكانية إدراج حق النقض المتبادل في أي اتفاق ائتلافي بين الأطراف. وكان مصدر قلق آخر هو أن مثل هذا التحالف المتنوع إيديولوجيًا المكون من سبعة أحزاب لن يحظى بأغلبية برلمانية مطلقة - وبالتالي يتطلب دعمًا خارجيًا للحكم بفعالية. الأطراف التي تم ذكرها كشركاء افتراضيين في اتفاقية التعاون هذه تشمل القائمة العربية الموحدة  ويهدوت هتوراه (خاصة فصيل ديجل هاتوراه ).

### تفويض ليبيد (5 مايو - 2 يونيو 2021)
في 5 مايو 2021، كلف رئيس حزب ريفلين، زعيم حزب يش عتيد، يائير لبيد رسمياً بتشكيل حكومة. تمت ترشيحه لرئاسة الوزراء من قبل 56 عضوًا في الكنيست من سبعة فصائل - بما في ذلك «امل جديد» وجميع أعضاء القائمة المشتركة تقريبًا. في نفس اليوم، أعرب أحد أعضاء الكنيست عن يمينا، عميحاي شيكلي، عن معارضته الصريحة لأي اتفاق بشأن حكومة جديدة تشمل ميرتس أو القائمة المشتركة، وبالتالي من المحتمل أن يخفض التعددية للكتلة من 58 إلى 57 مقعدًا.
في 7 مايو 2021 جرت عدة جولات من المحادثات بين الأحزاب المختلفة في الكتلة، حيث أصدر حزب إسرائيل بيتنا أيضًا قائمة رسمية بشروط دخوله في أي تحالف محتمل. وقد تضمنت اعتماد قوانين تتعلق بالمسائل التالية: حد لولاية رئيس الوزراء بفترتين، والتصويت الإجباري في الانتخابات، والتجنيد الإجباري لليهود الأرثوذكس المتطرفين، مع التركيز بشكل أكبر على الدراسات العلمانية في المجتمع اليهودي الأرثوذكسي المتطرف، عقوبة السجن مدى الحياة لاغتصاب قاصر، مما يسمح للسلطات المحلية باتخاذ قرار بشأن إغلاق الشركات أيام السبت، وإدخال الزواج بموجب القانون المدني،  وكذلك ميزانية الدولة الجديدة لمدة عامين. كما وعد رئيس الحزب، أفيغدور ليبرمان، بتشكيل لجنتي تحقيق حكوميتين، للتحقيق في مسؤولية إدارة نتنياهو المحتملة في الظروف التي أدت إلى تدافع مميت على جبل الجرمق في 30 أبريل 2021، بالإضافة إلى تعاملها الشامل مع وباء كوفيد -19 في البلاد. لاقى اقتراح السماح بالزواج المدني معارضة شديدة من القائمة العربية الموحدة التي تعتبره «انتهاكًا للقيم العائلية».
في 8 مايو 2021، أفادت مصادر إعلامية أن الطرفين اتفقا على عدة آليات عامة ومبادئ أساسية، كان من المفترض أن تشكل أساس تعاونهما. ومع ذلك، لا يزال قادة الأحزاب مختلفين حول توزيع العديد من المناصب الوزارية داخل الحكومة المحتملة، وتحديداً حقائب العدل (التي طالب بها كل من يمينا، لأيليت شاكيد ؛ والأمل الجديد، لساعر)، والتعليم (الذي سعى إليه يمينا، أمل جديد، ليفات شاشا بيتون ؛ وميرتس، لنيتسان هورويتز ) والدفاع (مطلوب من قبل كل من الأزرق والأبيض، لبيني غانتس ؛ وأمل جديد، لساعر). بالإضافة إلى وزارتي العدل والتعليم، طالب يمينا أيضًا بوزارات الأمن العام والشؤون الدينية، والتي تعتبر جميعها ذات طبيعة «أيديولوجية». على الرغم من هذه الخلافات، ورد أنه تم التوصل إلى عدة نقاط اتفاق، بما في ذلك بشأن مسألة أن نفتالي بينيت ويائير لابيد سيعملان كرئيس للوزراء لمدة عامين. في مثل هذا الترتيب، كان لابيد قد شغل منصب وزير الخارجية في عهد بينيت، بينما كان أفيغدور ليبرمان سيشغل منصب وزير المالية. وبحسب ما ورد ناقشت أحزاب الائتلاف المحتمل اتفاق تناوب فيما يتعلق بمنصب رئيس الكنيست، والذي كان من الممكن أن يشغله مئير كوهين من يش عتيد وزئيف إلكين من «أمل جديد». في مقابل تقديم دعمها الخارجي لـ «كتلة التغيير» وحكومة ائتلاف يمينا، طالبت القائمة العربية الموحدة برئاسة لجنة مهمة في الكنيست (سواء للشؤون الداخلية أو الاقتصادية)، بالإضافة إلى عدة إجراءات تهدف إلى تحسين الظروف المعيشية لعرب إسرائيل - خطة اقتصادية خماسية للمجتمع، وخطة حول كيفية تقليل جرائم العنف بين العرب، وإلغاء قانون عام 2019 الذي يحظر البناء غير القانوني، وإيجاد حلول للمشاكل التي تواجه بدو النقب في الجنوب.
بحلول 10 مايو 2021، كانت المناقشات بين «كتلة التغيير» السداسية يمينة والقائمة العربية الموحدة تتقدم نحو خاتمة ناجحة. وبالتحديد، فإن كلاً من «كتلة التغيير» و يمينا قد اتفقا كما ورد على مطالب UAL - بما في ذلك الاعتراف القانوني بثلاث مجتمعات بدوية في النقب وميزانية لمواجهة جرائم العنف في المجتمع العربي، وبالتالي الحصول على دعمها الحاسم - والتي، مع ذلك، من شأنها اتخذت شكل ترتيب الثقة والإمداد بدلاً من شكل اتفاق ائتلاف رسمي. لذلك، إذا تم بالفعل تشكيل تحالف الأقلية المدعوم من UAL، لكان قد أصبح أول حكومة في إسرائيل تحظى بدعم نشط من حزب سياسي عربي إسرائيلي. بالإضافة إلى إحراز تقدم في الاتفاق مع UAL، توصلت «كتلة التغيير» و يمينا أيضًا إلى عدة استنتاجات متبادلة أخرى. وشملت هذه سياسة تجنب المناقشات الرئيسية حول المسائل الدينية - ما لم يثبت أنه يمكن أن يكون هناك دعم واسع محتمل لقرار معين في هذا المجال ؛ قرار بمواصلة سياسات نتنياهو فيما يتعلق بالضفة الغربية - أي الحفاظ على المستوطنات الإسرائيلية القائمة هناك، والسماح بمزيد من البناء داخلها، ولكن أيضًا عدم السماح بأي مستوطنات جديدة أو ضم أي مناطق جديدة في الضفة الغربية ؛ وإمكانية تشكيل لجنة تحقيق رسمية للتحقيق في ملابسات التدافع في 30 أبريل / نيسان في موقع الحج اليهودي على جبل ميرون .
علاوة على ذلك، كانت الأحزاب تفكر في تقديم تشريع من شأنه أن يقيد رئيس الوزراء بفترتين كاملتين في المنصب (والذي، بدون شرط الجد، كان من الممكن أن يمنع بنيامين نتنياهو من العودة إلى المنصب) والذي كان سيحظر أيضًا أي شخص متهمًا بالحصول على تفويض لتشكيل حكومة من الرئيس، وكذلك من أن يصبح رئيسًا للوزراء أو زعيمًا للمعارضة في الكنيست. وبحسب ما ورد كان حزب الأمل الجديد يسعى أيضًا إلى تقسيم منصب المدعي العام إلى مكتبين منفصلين، وبالتالي إنشاء منصب المدعي العام أيضًا. فيما يتعلق بتوزيع المقاعد الوزارية، كان من المحتمل أن تذهب حقيبة العدالة إلى ساعر نيو هوب، بينما من المحتمل أن يستمر غانتس من حزب أزرق أبيض في منصب وزير الدفاع. بالإضافة إلى ذلك، تم اختيار هورويتز من حزب ميرتس وتمار زاندبرغ كوزيرة للصحة وحماية البيئة، على التوالي. من ناحية أخرى، تم اختيار شاكيد للعمل كوزيرة للداخلية أو الأمن العام أو التعليم أو النقل. وزارة الداخلية تسعى أيضا من قبل ميراف ميخائيلي من حزب العمل، في حين أن التعليم يتنازع عليه كل من ميرتس (بالنسبة لهورويتز) ونيو هوب (لصالح يفعات شاشا بيتون). كما قيل إن حزب «أزرق أبيض» و «يسرائيل بيتنا» يطالبان ببعض المحافظ الرئيسية. ومع ذلك، لو لم تنجح ميرتس أو حزب العمل في الوفاء بمطالبهما المتعلقة بالمناصب الوزارية، فمن المفترض أنهما عُرضت عليهما رئاسة بعض لجان الكنيست كشكل من أشكال التعويض. هكذا أفادت مصادر محلية أن لبيد كان ينوي إبلاغ الرئيس ريفلين بنجاحه في تشكيل حكومة بنهاية الأسبوع الثاني من مايو، حيث من المقرر أن يؤدي نفتالي بينيت اليمين كرئيس وزراء إسرائيل الثالث عشر في ذلك الوقت. مهرجان شافوت  (الذي وقع بين 16 و 18 مايو 2021).

#### التخلي عن المفاوضات من أجل «تغيير الحكومة».
بعد ظهر يوم 10 مايو 2021، تصاعدت الاشتباكات في القدس بين المتظاهرين الفلسطينيين والشرطة الإسرائيلية - والتي كانت مستمرة منذ 6 مايو،  مع إطلاق أكثر من 400 صاروخ على إسرائيل من قبل كل من حماس وحركة الجهاد الإسلامي في فلسطين. . وأدى ذلك إلى رد من جانب إسرائيل، التي شنت غارات جوية على قطاع غزة . كلا الهجومين كانا مميتين وتسببا أيضًا في إصابة مئات الأشخاص. نتيجة لهذه الأحداث، تم تجميد المحادثات بشأن تشكيل حكومة جديدة إلى أجل غير مسمى، حيث رفضت القائمة العربية الموحدة مواصلة المفاوضات التي كانت شبه نهائية مع «كتلة التغيير» واليمينة حتى يتم حل الوضع الأمني. في 12 مايو، أعرب منصور عباس، زعيم القائمة الموحدة، مرة أخرى بوضوح عن التزامه بمواصلة المحادثات مع أطراف الائتلاف الحاكم الجديد المحتمل، بمجرد السيطرة على العنف المنتشر.
في مساء يوم 13 مايو وصباح 14 مايو 2021، تخلى يمينة رسميًا عن محادثات التحالف مع «كتلة التغيير»، حيث صرح نفتالي بينيت بأنه لم يعد يفضل تشكيل حكومة تعتمد على دعم القائمة العربية الموحدة. . في إعلانه، أشار بينيت إلى الصراع المستمر بين الجماعات الفلسطينية المسلحة والجيش الإسرائيلي، وكذلك أعمال الشغب والنهب التي تحدث في إسرائيل، كأسباب لقراره. وبالتحديد، أكد بينيت أنه شعر أن حكومة «كتلة التغيير» المدعومة من UAL لن تكون لديها القدرة على التعامل مع التحديات الأمنية التي تواجه البلاد، ولا يمكنها تنفيذ التبعات القانونية اللازمة التي قد تلزم أولئك الذين شاركوا في الاضطرابات. وهكذا أعلن بينيت أنه سيبدأ مرة أخرى محادثات مع الليكود، وسيهدف إلى تشكيل «حكومة وحدة» واسعة، والتي يمكن أن تشمل أيضًا يش عتيد، وأزرق أبيض، وأمل جديد. علاوة على ذلك، ذكرت مصادر إعلامية أن بينيت وافق على اقتراح يحول رئاسة الوزراء إلى منصب انتخابي مباشر (كما كان من عام 1996 حتى عام 2001)، وهو أمر يحظى أيضًا بدعم الليكود. صرح منصور عباس من القائمة العربية الموحدة أنه سيكون على استعداد لدعم القرار أيضًا، بشرط استيفاء عدة شروط - تتعلق بتحسين نوعية حياة عرب إسرائيل. في غضون ذلك، رفض وزراء حكومة أزرق أبيض إمكانية دخول حكومة جديدة مع نتنياهو،  كما فعل ممثلو الأمل الجديد.

#### استئناف جهود تشكيل الحكومة
غير بينيت موقفه مرة أخرى، وأشار في 23 مايو أنه سيكون منفتحًا للعمل مع لبيد. في 25 مايو، وافقت ميرتس على تشكيل حكومة ائتلافية، وبالتالي، أعلن لبيد أنه سيسلمهم وزارات الصحة والبيئة والتعاون الإقليمي في حال تشكيل الحكومة الائتلافية،  أثناء وجود وزارة الخزانة. سيتم تسليمه إلى حزب إسرائيل بيتنا بقيادة أفيغدور ليبرمان . التقى لبيد وبينيت في 27 مايو، في خطوة لم يتم إبلاغها لأي من أعضاء يمينا الآخرين. في 28 مايو، حصل لبيد على موافقة حزب العمل على تغيير الحكومة. بعد ذلك بيومين، أعلن بينيت أنه يؤيد تشكيل حكومة وحدة وطنية،  حيث سيكون رئيسًا للوزراء حتى سبتمبر 2023، وعندها سيتولى لبيد السلطة.
بعد ظهر يوم 1 يونيو 2021، مع ورود أنباء عن قرب انتهاء المحادثات بين مختلف الأطراف، أعلن منصور عباس أن القائمة العربية الموحدة تنوي أن تكون عضوًا كامل العضوية في ائتلاف «حكومة التغيير». وقيل إن الحزب يطلب منصب نائب وزير الداخلية، الذي من المرجح أن يخدم تحت قيادة أييليت شاكيد من يمينا. في غضون ذلك، ذكر أربعة من أصل ستة أعضاء في الكنيست من القائمة المشتركة - التي بقيت رسميًا خارج الكتلة الموالية لنتنياهو و «كتلة التغيير»، أنهم لن يدعموا حكومة بينيت لابيد الجديدة في تصويت محتمل على الثقة. أعضاء الكنيست هؤلاء هم من الجبهة (التي تضم الحزب الشيوعي الإسرائيلي والمستقل أيمن عودة ) وفصائل بلد في التحالف. بالمقابل، بقي عضوا الكنيست من حزب تال مترددين.
في 1 يونيو توقفت المفاوضات مرة أخرى. وبالتحديد، ورد أن شاكيد من حزب يمينا كانت تطالب بأن يتم تسميتها في لجنة التعيينات القضائية في الكنيست، على الرغم من أن لبيد وعد بالفعل بمقعد حزب العمل ميخائيلي. في صباح اليوم التالي، واجهت المفاوضات مع القائمة العربية الموحدة تحديات جديدة. على وجه التحديد، أفادت مصادر إعلامية أن رئيس الوزراء نتنياهو وافق على إلغاء تشريع مثير للجدل يعالج بناء المساكن غير القانونية - أطلق عليه شعبيا «قانون كامينيتس»، وبالتالي شجع أعضاء الكنيست في اتحاد النقابات العمالية بشكل غير مباشر على زيادة مطالبهم في محادثاتهم مع «كتلة التغيير». كان لهذه المطالب الجديدة أثر في إبعاد الأحزاب اليمينية المؤيدة للتغيير، يمينا ونيو هوب، اللتان تعارضان علناً إلغاء القانون. كما جرت المفاوضات حول «حكومة التغيير» المحتملة على هامش جلسة للكنيست دعت لانتخاب رئيس جديد لإسرائيل . تم انتخاب إسحاق هرتسوغ بسهولة ليكون الرئيس الحادي عشر للبلاد، وحصل على دعم مجموعة واسعة من الأحزاب. حصل على 87 صوتا مقابل 26 فقط لمنافسته الوحيدة ميريام بيرتس .
في ليلة 2 يونيو، قبل ساعات فقط من انتهاء ولاية لبيد لتشكيل الحكومة، قدم يمينا عرضًا رسميًا إلى حزب العمل، بهدف حل المشكلة المتعلقة بعضوية لجنة التعيينات القضائية. على وجه التحديد، تألف الاقتراح من اتفاقية تناوب، بموجبها ستعمل شاكيد في الهيئة كممثلة للحكومة خلال فترة بينيت كرئيسة للوزراء، في حين أن عضو الكنيست من حزب العمل سيمثل أحزاب التحالف نفسها. بعد ذلك، عندما يتنازل بينيت عن رئاسة الوزراء لبيد في عام 2023، تتنازل شاكيد بدورها عن مقعدها إلى ميخائيلي، بينما يتم استبدال عضو الكنيست من حزب العمل بعضو كنيست من يمينا. 
رداً على ذلك، قبلت ميخائيلي مفهوم التناوب، لكنها أصرت على أنها يجب أن تعمل خلال فترة بينيت كرئيسة للوزراء، لضمان التوازن الأيديولوجي بين الكتل الحزبية. ومع ذلك، رفضت شاكيد عرض ميخائيلي. في النهاية، تم اعتماد الاقتراح الأصلي كحل وسط. في الوقت نفسه، عقد لبيد وبينيت وعباس اجتماعاً خاصاً بهدف التوصل إلى اتفاق توافقي أخير. كما نشرت «كتلة التغيير» تفاصيل اتفاق تم التوصل إليه بين مختلف الأطراف بشأن توزيع الحقائب الوزارية خلال فترة تولي لبيد المحتملة كرئيس للوزراء. بموجب الاتفاق، سيتولى بينيت منصب وزير الداخلية (بالإضافة إلى كونه رئيسًا مناوبًا للوزراء )، وستصبح شاكيد وزيرة للعدل، وسيتولى ساعر منصب وزير الخارجية. قبل ثلاث ساعات فقط من الموعد النهائي، أجاز مجلس شورى الحركة الإسلامية الجنوبية القائمة العربية الموحدة لتقديم دعمها المشروط لحكومة بينيت لابيد. لكن هذا الدعم تضمن وعدًا بمواصلة المفاوضات حول قضايا ما يسمى بـ «قانون كامينيتس» وإضفاء الشرعية على القرى البدوية في صحراء النقب. لذلك، قبل أقل من ساعتين من انتهاء تفويض لبيد، انضم تحالف العمل المشترك رسميًا إلى التحالف. ومع ذلك، ظهرت مشكلة جديدة للحكومة المحتملة عندما صرح أحد أعضاء الكنيست عن يمينا، نير أورباخ، أنه يفكر في التصويت ضد الحكومة في الكنيست. مثل هذه الخطوة ستحرم «حكومة التغيير» من الأغلبية المطلقة، وستربطها بالمعارضة بـ 60 مقعدًا لكل منهما. أثناء المفاوضات في فندق كفار مكابيا، نظم مؤيدو صفقة بينيت-لابيد ونشطاء يمينيون معارضون لـ «تغيير الحكومة» احتجاجات متنافسة في الخارج. أحد المتظاهرين الذين عارضوا الحكومة الجديدة المحتملة خاطب الآخرين ودعا إلى إحراق منزل أورباخ في بتاح تكفا، إذا صوت لصالح صفقة الائتلاف.

#### اختتامالمفاوضات
في ليلة 2 (يونيو) 2021، وقبل أقل من ساعة من انتهاء فترة ولايته، أبلغ لبيد الرئيس الإسرائيلي المنتهية ولايته رؤوفين ريفلين أنه يستطيع تشكيل حكومة جديدة. لو لم ينجح لبيد في تشكيل ائتلاف بحلول 2 يونيو، لكان من الممكن أن يحصل على تمديد لمدة أسبوع واحد، ولكن فقط طالما ادعى أن لديه حكومة جاهزة للتصويت عليها. إذا لم يكن الأمر كذلك، لكان التفويض قد انتقل إلى الرئيس، الذي بدوره كان سيمرر التفويض إلى الكنيست نفسه، والذي كان سيكون أمامه 21 يومًا لترشيح أحد أعضائه لرئاسة الوزراء. إذا لم تتمكن الكنيست من الاتفاق على مرشح جديد (بأغلبية مطلقة من 61 عضوًا)، فسيتم حل الكنيست تلقائيًا، والدعوة إلى انتخابات جديدة وكانت ستكون الخامسة خلال عامين.

#### اتفاقيات الائتلاف النهائية
في 11 يونيو 2021، أصبح حزب بينيت يمينا آخر جزء معارض يوقع اتفاقية ائتلافية مع حزب لبيد يش عتيد. مهد ذلك الطريق أمام حكومة إسرائيلية جديدة لأداء اليمين في 13 يونيو. نشرت مصادر إعلامية، في 12 حزيران / يونيو 2021، مضمون الاتفاقات الائتلافية النهائية الموقعة بين أحزاب «كتلة التغيير» في الأيام السابقة.
ستكون المبادئ التوجيهية الأساسية لسياسة الحكومة الجديدة كما يلي:
- مشروع قانون لتحديد حدود ولاية رئيس الوزراء والسماح بإعادة انتخاب واحد فقط (على الرغم من أن تفاصيل مشروع القانون لم يتم تحديدها بعد)،
- وتشكيل لجنة التحقيق في تدافع جبل الجرمق في أبريل 2021، وإلغاء أربع وزارات حكومية قائمة - المسائل الإلكترونية والرقمية الوطنية، والبنى التحتية الوطنية، والطاقة وموارد المياه،
- وتمكين المجتمع والنهوض به، والشؤون الاستراتيجية ؛ زيادة علاوة دخل الشيخوخة إلى 70٪ من الحد الأدنى للأجور،
- واعتماد حزمة إصلاحات لفائدة قدامى المحاربين المعاقين، وخلق المزيد من المنافسة بين مقدمي خدمات الكشروت وإدخال معايير متسقة في هذا المجال
- تغيير الهيئة التي تختار الحاخام الأكبر (للسماح بانتخاب صهيوني للمنصب)، وفتح إمكانية تحول اليهود إلى اليهودية من خلال تقديم طلب إلى السلطات الحاخامية البلدية.[88]

## أعضاء الحكومة

### الوزراء
اعتبارًا من 12 حزيران (يونيو) 2021، أُعلن للكنيست عن التالين أعضاء في حكومة بينيت لابيد في النصف الأول من الدورة.
| الحقيبة الوزارية                                                      | الاسم              | الحزب                |
| --------------------------------------------------------------------- | ------------------ | -------------------- |
| رئيس وزراء إسرائيل Minister of Community Affairs                      | نفتالي بينيت       | حزب يمينا            |
| رئيس الوزراء الإسرائيلي البديل ‏ وزارة الخارجية                        | يائير لبيد         | هناك مستقبل          |
| مفوضي القادة في إسرائيل وزارة الدفاع الإسرائيلية                      | بيني غانتس         | أزرق أبيض            |
| مفوضي القادة في إسرائيل وزارة العدل                                   | جدعون ساعر         | أمل جديد             |
| وزارة الزراعة والتنمية الريفية وزارة تطوير النقب والجليل [الإنجليزية] | عوديد فورير        | حزب إسرائيل بيتنا    |
| وزارة استيعاب المهاجرين                                               | بنينا تامانو-شطا   | أزرق أبيض            |
| وزارة الاتصالات                                                       | Yoaz Hendel        | أمل جديد             |
| وزارة البناء والإسكان وزارة شؤون القدس والتراث [الإنجليزية]           | زئيف إلكين         | أمل جديد             |
| وزارة الثقافة والرياضة                                                | هيلي تروبر         | أزرق أبيض            |
| وزارة الإعلام والشتات                                                 | ناشمان شاي         | حزب العمل الإسرائيلي |
| وزارة الاقتصاد                                                        | أورنا باربيفاي     | هناك مستقبل          |
| وزارة التربية والتعليم                                                | يفعاط ساشا-بيتون   | أمل جديد             |
| وزارة حماية البيئة                                                    | تمار زاندبرغ       | حزب ميرتس            |
| وزارة المالية                                                         | أفيغادور ليبرمان   | حزب إسرائيل بيتنا    |
| Minister in the Finance Ministry                                      | حمد عمار           | حزب إسرائيل بيتنا    |
| وزارة الصحة                                                           | نيتسان هورويتز     | حزب ميرتس            |
| وزارة الاستخبارات                                                     | اليعازر شتيرن      | هناك مستقبل          |
| وزارة الداخلية                                                        | أيليت شكد          | حزب يمينا            |
| Minister of Labor, Social Affairs, and Social Services                | مئير كوهين         | هناك مستقبل          |
| وزارة البنية التحتية والطاقة والمياه                                  | كارين الحرار       | هناك مستقبل          |
| وزارة الأمن الداخلي                                                   | عومر بارليف        | حزب العمل الإسرائيلي |
| وزير التعاون الإقليمي [الإنجليزية]                                    | عيساوي فريج        | حزب ميرتس            |
| وزارة الخدمات الدينية                                                 | Matan Kahana       | حزب يمينا            |
| وزارة العلوم والتكنولوجيا                                             | أوريت فركاش هكوهين | أزرق أبيض            |
| مكتب المساواة الاجتماعية [الإنجليزية]                                 | ميراف كوهين        | هناك مستقبل          |
| وزارة السياحة                                                         | يوئيل رازفوزوف     | هناك مستقبل          |
| وزارة المواصلات والأمان على الطريق                                    | ميراف ميخائيلي     | حزب العمل الإسرائيلي |

### نواب الوزراء
| ملف                                                 | وزير            | حفل        |
| --------------------------------------------------- | --------------- | ---------- |
| نائب وزير الشؤون العربية في مكتب رئيس الوزراء       | منصور عباس      | رعام       |
| نائب وزير الاصلاحات الاقتصادية في مكتب رئيس الوزراء | عبير قره        | يمينة      |
| نائب وزير الدفاع                                    | ألون شوستر      | ازرق وابيض |
| نائب وزير الخارجية                                  | إيدان رول       | يش عتيد    |
| نائب وزير الأمن الداخلي                             | يوآف سيغالوفيتش | يش عتيد    |

## التصويت للتنصيب
أشار رئيس الكنيست المنتهية ولايته، ياريف ليفين، عضو حزب الليكود بزعامة نتنياهو، إلى أنه سيحاول تأجيل إجراء تصويت على تنصيب حكومة بينيت لابيد المقترحة لأطول فترة ممكنة من الناحية القانونية. وهكذا، في 3 حزيران / يونيو 2021، بادرت بعض أحزاب «كتلة التغيير» بحجب الثقة عن ليفين، بهدف استبداله بميكي ليفي من يش عتيد وتقديم التصويت على المنصب. بعد ذلك مباشرة، أشار عضو الكنيست عن يمينا نير أورباخ إلى أنه سيعارض هذه الخطوة، ثم تمت الموافقة عليها من جانب واحد من قبل جميع أعضاء الكنيست الستة من القائمة المشتركة . ومع ذلك، رفض كل من يش عتيد ويمينة عرض القائمة المشتركة بالدعم، وحتى أن يمينا أشارت إلى أنها ستدعم انتخاب رئيس جديد فقط عندما تؤدي الحكومة الجديدة نفسها اليمين. في 13 يونيو 2021، رشحت الحكومة الجديدة ليفي لمنصب رئيس المجلس، بينما رشحت شاس بدورها عضوها يعقوب مارجي . هزم ليفي مارجي بفارق 67-52 وتولى على الفور رئاسة جلسة الكنيست من ليفين.
كما تم إجراء التصويت على تنصيب الحكومة في 13 يونيو 2021. في حين أن الأحزاب الثمانية لما يسمى بائتلاف «كتلة التغيير» حصلت رسميًا على أغلبية مطلقة تتكون من 62 عضوًا في الكنيست، كان أحد أعضاء الكنيست من يمينا، عميحاي شيكلي، قد استبعد بالفعل دعم الحكومة القادمة. اعتبارًا من إعلان الحكومة المقترحة في 2 يونيو 2021، كان أعضاء الكنيست المعارضون الوحيدون الذين لم يعلنوا بعد كيف سيصوتون هم عضوان من فصيل `` تعال العربي الإسرائيلي '' داخل القائمة المشتركة . في 13 يونيو 2021، أشار أعضاء الكنيست عن حزب تال إلى أنهم سيكونون مستعدين للامتناع عن التصويت أثناء التصويت على تنصيب المنصب إذا فقدت الحكومة المقترحة أغلبيتها من خلال الانشقاقات. كان من المحتمل أن يسمح هذا بتثبيت حكومة بينيت لابيد من قبل عدد كبير من أعضاء الكنيست. في النهاية، تم التصويت على الحكومة الجديدة بنجاح بهامش 60 مقابل 59، مع الامتناع الوحيد عن التصويت لعضو الكنيست من القائمة العربية الموحدة سعيد الهرومي .
| التصويت على إقرار الحكومة السادسة والثلاثين لدولة إسرائيل | التصويت على إقرار الحكومة السادسة والثلاثين لدولة إسرائيل | التصويت على إقرار الحكومة السادسة والثلاثين لدولة إسرائيل | التصويت على إقرار الحكومة السادسة والثلاثين لدولة إسرائيل |
| الاقتراع                                                  | الاقتراع                                                  | 13 يونيو 2021                                             | 13 يونيو 2021                                             |
| الأغلبية المطلوبة                                         | الأغلبية المطلوبة                                         | الأغلبية البسيطة من مجموع الأصوات والممتنعين والمتغيبين   | الأغلبية البسيطة من مجموع الأصوات والممتنعين والمتغيبين   |
| --------------------------------------------------------- | --------------------------------------------------------- | --------------------------------------------------------- | --------------------------------------------------------- |
|                                                           | نعم                                                       | 60 / 120                                                  | ☑                                                         |
|                                                           | لا                                                        | 59 / 120                                                  |                                                           |
|                                                           | الامتناع عن التصويت                                       | 1 / 120                                                   |                                                           |
| المصادر:                                                  |                                                           |                                                           |                                                           |

### مواقف الحزب قبل التصويت
| الموقف على الاقتراح | الاحزاب والتكتلات | مجموع |
| ------------------- | --- | ----- |
| الداعمين            | يش عتيد (17)، أزرق وأبيض (8)، حزب العمل (7)، يسرائيل بيتينو (7)، يمينة (6)، نيو هوب (6)، ميرتس (6)، القائمة العربية المتحدة (4)                                              | 61    |
| المعارضين           | الليكود - عتيد إحد (30)، شاس (9)، دجل هاتوراه (4)، الحزب الصهيوني الديني (4)، أغودات يسرائيل (3)، ماكي (2) )، أيمن عودة (1)، بلد (1)، يمينة (1)، عوتسما يهوديت (1)، نعوم (1) | 57    |
| غير معلن            | تال (2) | 2     |